# Слов'янське фентезі
Слов'янське фентезі (англ. Slavic fantasy, пол. Fantasy słowiańska, біл. Славянскі фэнтэзі) — піджанр сучасного мистецтва (фантастична література, кіно, відеоігри, візуяльне мистецтво), що розвинувся наприкінці 90-х — на поч. 2000-тих років. Слов'янське фентезі відрізняється включенням слов'янського фолькльору, леґенд, билин і мітів у загальні канони фантастичної літератури. Однак його жанрові межі залишаються нечіткими.

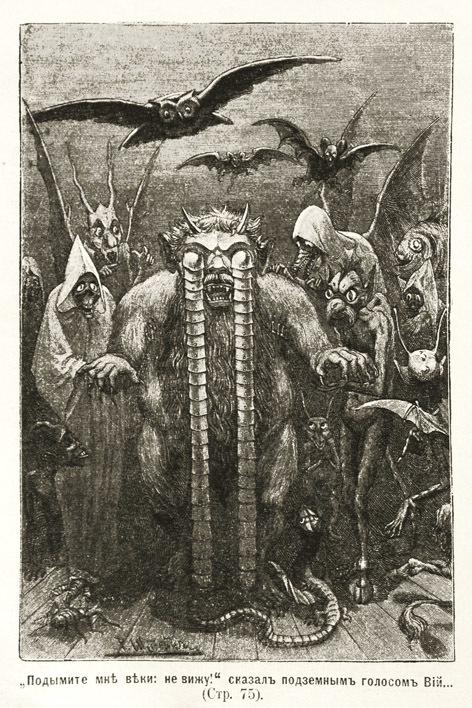
Ілюстрація Р. Штейна (1901) до повісти «Вій» українського письменника Миколи Гоголя.

## Історія
Слов'янське фентезі як окремий літературний жанр виросло на противагу західному фентезі, яке бере свій початок у кельтській та скандинавській мітолоґіях . Такі твори російського письменника українського походження Миколи Гоголя, як «Вечори на хуторі біля Диканьки» та «Вій», часто називають попередниками слов’янської фантастики.
Одним із найвідоміших письменників сучасного слов’янського фентезі є Анджей Сапковський , автор серії «Відьмак», яка є основою для популярної трилогії відеоігор.

## В українській культурі
Українська гілка цього жанру сформована на основі українського фолькльору, староруських билин Руси-України, козацьких леґенд тощо. В таких творах часто можна знайти серед персонажів традиційний для цього народу духів: русалок, мавок-нявок, відьом, чортів, потопельників та інших; язичницьких богів слов'янського пантеону: Перуна, Дажбога, Велеса, Мору, Мокошу та інших; давньоруських або середньовічних богатирів, як-от храбрів чи козаків-характерників.
Попередниками українського слов'янського фентезі є билини про давніх українських героїв-богатирів — Іллю Муровця із села на Чернігівщині та інших, а також чарівні казки, наприклад, «Котигорошко», «Яйце-Райце», «Літаючий Корабель» тощо.
Серед клясичної української літератури яскравим представником цього жанру є твір Лесі Українки «Лісова Пісня» та однойменний мультфільм українського виробництва по його мотивах, які розповідають про духа — лісову берегиню, яка полюбила звичайного смертного хлопця.

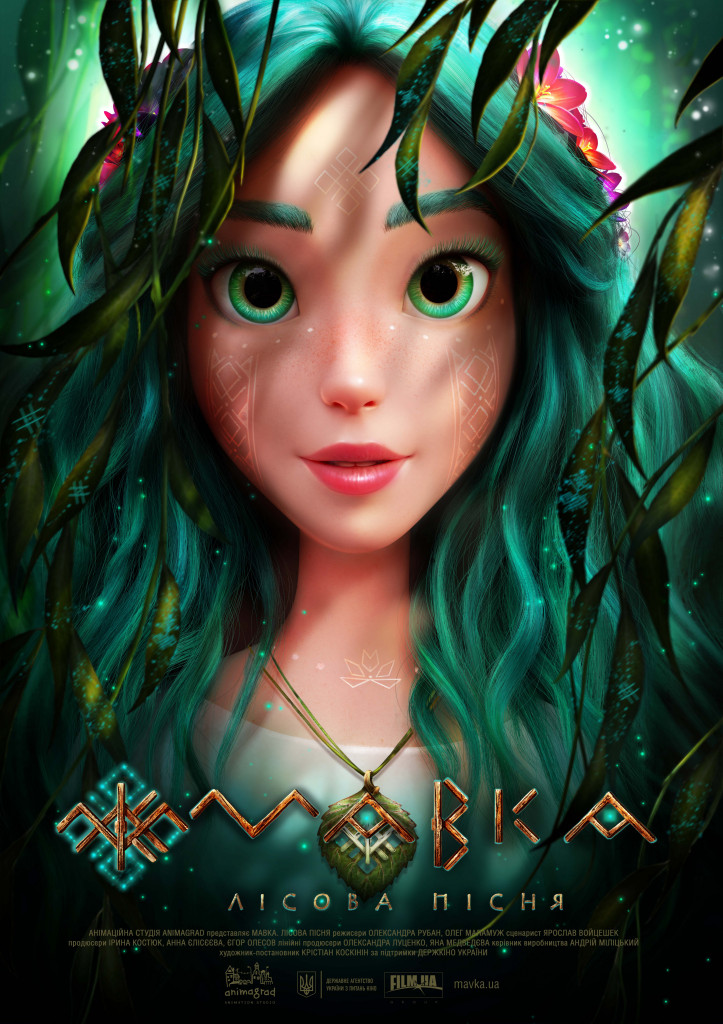
Постер мультфільму «Мавка. Лісова пісня».

У жанрі слов'янського фентезі пише письменниця Дара Корній. Наприклад, її книга «Троян-зілля» має в своїй основі леґенди та історії Гуцульщини. Там можна зустріти таких мітолоґічних істот України як босорканя, полудниця та потерчата.
Роман Володимира Рутківського «Сторожова Застава» та однойменний фільм за його мотивами можна віднести до цього жанру. Він розповідає про сучасного школяра Вітька, який через загадковий портал часу потрапляє у минуле — на тисячу років назад, у Русь. Там воїни — майбутні богатирі, серед яких — відомий з билин Олекса Попович, який у творі носить ім'я Олешко, охороняють заставу, здолати яку прагнуть половці. Також там присутній слов'янський бог Велес.